# پس از سوختن (فیلم)
پس از سوختن یا افتربرن (انگلیسی: Afterburn) یک فیلم اکشن علمی تخیلی پسا آخرالزمانی آمریکایی آماده اکران به کارگردانی جی. جی. پری و نویسندگی مت جانسون است. داستان یک دهه پس از نابودی فناوری زمین توسط یک شعله خورشیدی رخ می‌دهد. ساخت این فیلم در سال ۲۰۱۸ آغاز شد، متوقف شد و در سال ۲۰۲۴ دوباره آغاز شد.
داستان «پس از سوختن» ده سال پس از نابودی فناوری در سراسر جهان توسط یک شعله خورشیدی رخ می‌دهد و داستان سرباز پیشین جیک (باتیستا) را دنبال می‌کند که به‌عنوان یک شکارچی گنج کار می‌کند و اشیاء ارزشمند دنیای قدیم را برای مشتریان قدرتمند بازیابی می‌کند. آخرین مأموریت او: با مبارز آزادی دریا (کوریلنکو) متحد شوید تا مونالیزا را پیش از اینکه یک جنگسالار بی‌هدف اول به آنجا برسد، بازیابی کنید.

## خلاصه داستان
پس از اینکه یک شعله عظیم خورشیدی نیم‌کره شرقی زمین را نابود می‌کند، یک گنج‌یاب جسور برای ماجراجویی به اروپا برای کشف مونالیزای آرزومند، فقط برای اینکه بفهمد جهان بیشتر نیاز به یک نقاش دارد تا به یک قهرمان.

## ساخت
فیلمبرداری در ۱۰ می ۲۰۲۴ در براتیسلاوا، اسلواکی آغاز شد. فیلمبرداری در ۲۷ ژوئن ۲۰۲۴ به پایان رسید.